# Skilanglauf-Nor-Am-Cup 2014/15
Der Skilanglauf-Nor-Am-Cup 2014/15 war eine von der FIS organisierte Wettkampfserie, die zum Unterbau des Skilanglauf-Weltcups 2014/15 gehörte. Er begann am 13. Dezember 2014 in Rossland und endete mit den Kanadischen Meisterschaften im Skilanglauf 2015 am 21. März 2015 in Thunder Bay.  Die Gesamtwertung der Männer gewann Michael Somppi und bei den Frauen Emily Nishikawa.

## Männer

### Resultate
| 1. Nor-Am-Cup in Rossland, 13. und 14. Dezember 2014 | 1. Nor-Am-Cup in Rossland, 13. und 14. Dezember 2014 | 1. Nor-Am-Cup in Rossland, 13. und 14. Dezember 2014 | 1. Nor-Am-Cup in Rossland, 13. und 14. Dezember 2014 | 1. Nor-Am-Cup in Rossland, 13. und 14. Dezember 2014 |
| ---------------------------------------------------- | ---------------------------------------------------- | ---------------------------------------------------- | ---------------------------------------------------- | ---------------------------------------------------- |
| Datum                                                | Disziplin                                            | Erster Platz                                         | Zweiter Platz                                        | Dritter Platz                                        |
| 13. Dezember 2014                                    | 10 km klassisch                                      | Kris Freeman                                         | Welly Ramsey                                         | Michael Somppi                                       |
| 14. Dezember 2014                                    | 15 km klassisch                                      | Kris Freeman                                         | Matthew Phillip Gelso                                | Benjamin Lustgarten                                  |

| 2. Nor-Am-Cup in Vernon, 19. und 20. Dezember 2014 | 2. Nor-Am-Cup in Vernon, 19. und 20. Dezember 2014 | 2. Nor-Am-Cup in Vernon, 19. und 20. Dezember 2014 | 2. Nor-Am-Cup in Vernon, 19. und 20. Dezember 2014 | 2. Nor-Am-Cup in Vernon, 19. und 20. Dezember 2014 |
| -------------------------------------------------- | -------------------------------------------------- | -------------------------------------------------- | -------------------------------------------------- | -------------------------------------------------- |
| Datum                                              | Disziplin                                          | Erster Platz                                       | Zweiter Platz                                      | Dritter Platz                                      |
| 19. Dezember 2014                                  | Sprint klassisch                                   | Patrick Stewart-Jones                              | Bob Thompsen                                       | Raphael Couturier                                  |
| 20. Dezember 2014                                  | 30 km Freistil                                     | Kris Freeman                                       | Brian Gregg                                        | Michael Somppi                                     |

| 3. Nor-Am-Cup in Duntroon, 8. bis 11. Januar 2015 | 3. Nor-Am-Cup in Duntroon, 8. bis 11. Januar 2015 | 3. Nor-Am-Cup in Duntroon, 8. bis 11. Januar 2015 | 3. Nor-Am-Cup in Duntroon, 8. bis 11. Januar 2015 | 3. Nor-Am-Cup in Duntroon, 8. bis 11. Januar 2015 |
| ------------------------------------------------- | ------------------------------------------------- | ------------------------------------------------- | ------------------------------------------------- | ------------------------------------------------- |
| Datum                                             | Disziplin                                         | Erster Platz                                      | Zweiter Platz                                     | Dritter Platz                                     |
| 8. Januar 2015                                    | 30 km Skiathlon                                   | Graeme Killick                                    | Scott James Hill                                  | Michael Somppi                                    |
| 10. Januar 2015                                   | Sprint klassisch                                  | Jesse Cockney                                     | Patrick Stewart-Jones                             | Bob Thompsen                                      |
| 11. Januar 2015                                   | 15 km Freistil                                    | Kevin Sandau                                      | Michael Somppi                                    | Raphael Couturier                                 |

| 4. Nor-Am-Cup in Canmore, 15. bis 18. Januar 2015 | 4. Nor-Am-Cup in Canmore, 15. bis 18. Januar 2015 | 4. Nor-Am-Cup in Canmore, 15. bis 18. Januar 2015 | 4. Nor-Am-Cup in Canmore, 15. bis 18. Januar 2015 | 4. Nor-Am-Cup in Canmore, 15. bis 18. Januar 2015 |
| ------------------------------------------------- | ------------------------------------------------- | ------------------------------------------------- | ------------------------------------------------- | ------------------------------------------------- |
| Datum                                             | Disziplin                                         | Erster Platz                                      | Zweiter Platz                                     | Dritter Platz                                     |
| 15. Januar 2015                                   | 17 km klassisch                                   | Kevin Sandau                                      | Brian McKeever                                    | Michael Somppi                                    |
| 17. Januar 2015                                   | Sprint Freistil                                   | Michael Somppi                                    | Julien Locke                                      | Knute Johnsgaard                                  |
| 18. Januar 2015                                   | 20 km Freistil Mst.                               | Michael Somppi                                    | Kevin Sandau                                      | David Palmer                                      |

| 5. Nor-Am-Cup in Cantley, 30. Januar und 1. Februar 2015 | 5. Nor-Am-Cup in Cantley, 30. Januar und 1. Februar 2015 | 5. Nor-Am-Cup in Cantley, 30. Januar und 1. Februar 2015 | 5. Nor-Am-Cup in Cantley, 30. Januar und 1. Februar 2015 | 5. Nor-Am-Cup in Cantley, 30. Januar und 1. Februar 2015 |
| -------------------------------------------------------- | -------------------------------------------------------- | -------------------------------------------------------- | -------------------------------------------------------- | -------------------------------------------------------- |
| Datum                                                    | Disziplin                                                | Erster Platz                                             | Zweiter Platz                                            | Dritter Platz                                            |
| 30. Januar 2015                                          | Sprint Freistil                                          | Michael Somppi                                           | Andy Shields                                             | Kevin Sandau                                             |
| 31. Januar 2015                                          | 15 km Freistil                                           | Kevin Sandau                                             | Michael Somppi                                           | Jack Carlyle                                             |
| 1. Februar 2015                                          | 15 km klassisch Mst.                                     | Kevin Sandau                                             | Andy Shields                                             | Michael Somppi                                           |

| 6. Nor-Am-Cup in Thunder Bay, 15.–21. März 2015 | 6. Nor-Am-Cup in Thunder Bay, 15.–21. März 2015 | 6. Nor-Am-Cup in Thunder Bay, 15.–21. März 2015 | 6. Nor-Am-Cup in Thunder Bay, 15.–21. März 2015 | 6. Nor-Am-Cup in Thunder Bay, 15.–21. März 2015 |
| ----------------------------------------------- | ----------------------------------------------- | ----------------------------------------------- | ----------------------------------------------- | ----------------------------------------------- |
| Datum                                           | Disziplin                                       | Erster Platz                                    | Zweiter Platz                                   | Dritter Platz                                   |
| 15. März 2015                                   | 10 km Freistil                                  | Michael Somppi                                  | Andy Shields                                    | Kevin Sandau                                    |
| 17. März 2015                                   | 15 km klassisch                                 | Ivan Babikov                                    | Graeme Killick                                  | Frédéric Touchette                              |
| 18. März 2015                                   | Sprint klassisch                                | Jesse Cockney                                   | Julien Locke                                    | Raphael Couturier                               |
| 21. März 2015                                   | 50 km Freistil Mst.                             | Michael Somppi                                  | Ivan Babikov                                    | Kevin Sandau                                    |

### Gesamtwertung Männer
| Rang | Name                  | Punkte |
| ---- | --------------------- | ------ |
| 01   | Michael Somppi        | 840    |
| 02   | Kevin Sandau          | 701    |
| 03   | Andy Shields          | 532    |
| 04   | Bob Thompson          | 461    |
| 05   | Kris Freeman          | 395    |
| 06   | Raphael Couturier     | 394    |
| 07   | Patrick Stewart-Jones | 392    |
| 08   | Russell Kennedy       | 380    |
| 09   | Julien Locke          | 351    |
| 09   | Scott James Hill      | 351    |
| 011  | Colin Ferrie          | 329    |
| 012. | Knute Johnsgaard      | 325    |
| 013. | Graeme Killick        | 311    |
| 014. | Evan Palmer-Charrette | 279    |

| Rang | Name                     | Punkte |
| ---- | ------------------------ | ------ |
| 015. | Jesse Cockney            | 272    |
| 016. | Sebastien Townsend       | 270    |
| 017. | Matthew Phillip Gelso    | 240    |
| 018. | David Palmer             | 239    |
| 019. | Brian McKeever           | 237    |
| 020. | Jack Carlyle             | 223    |
| 021. | Brian Gregg              | 218    |
| 022. | Benjamin Wilkinson-Zan   | 216    |
| 023. | Colin Abbott             | 203    |
| 023. | Dominique Moncion-Groulx | 203    |
| 025. | Ivan Babikov             | 190    |
| 026. | Welly Ramsey             | 173    |
| 027. | Alexis Turgeon           | 163    |
| 028. | Yannick Lapierre         | 160    |

| Rang | Name                        | Punkte |
| ---- | --------------------------- | ------ |
| 029. | Frederic Touchette          | 156    |
| 030. | Benjamin Lustgarten         | 148    |
| 031. | Erik Carleton               | 130    |
| 031. | Simon Lapointe              | 130    |
| 033. | Adam Kates                  | 127    |
| 034. | Mads Ek Ström               | 120    |
| 035. | Graham Nishikawa            | 119    |
| 036. | Sebastian Böhmler-Dandurand | 113    |
| 037. | Ian Murray                  | 110    |
| 038. | Alexis Morin                | 105    |
| 039. | Scott Perras                | 94     |
| 040. | Andrew Pohl                 | 91     |

| Endstand (Top 10) |                       |        |
| \| Rang \| Name \| Punkte \| \| ---- \| --------------------- \| ------ \| \| 01 \| Patrick Stewart-Jones \| 293 \| \| 02 \| Michael Somppi \| 272 \| \| 03 \| Julien Locke \| 240 \| \| 04 \| Bob Thompson \| 226 \| \| 05 \| Andy Shields \| 201 \| \| 06 \| Jesse Cockney \| 200 \| \| 07 \| Raphaël Couturier \| 135 \| \| 08 \| Knute Johnsgaard \| 130 \| \| 09 \| Russell Kennedy \| 127 \| \| 10 \| Simon Lapointe \| 116 \| |                       |        |
| Rang | Name                  | Punkte |
| 01 | Patrick Stewart-Jones | 293    |
| 02 | Michael Somppi        | 272    |
| 03 | Julien Locke          | 240    |
| 04 | Bob Thompson          | 226    |
| 05 | Andy Shields          | 201    |
| 06 | Jesse Cockney         | 200    |
| 07 | Raphaël Couturier     | 135    |
| 08 | Knute Johnsgaard      | 130    |
| 09 | Russell Kennedy       | 127    |
| 10 | Simon Lapointe        | 116    |

## Frauen

### Resultate
| 1. Nor-Am-Cup in Rossland, 13. und 14. Dezember 2014 | 1. Nor-Am-Cup in Rossland, 13. und 14. Dezember 2014 | 1. Nor-Am-Cup in Rossland, 13. und 14. Dezember 2014 | 1. Nor-Am-Cup in Rossland, 13. und 14. Dezember 2014 | 1. Nor-Am-Cup in Rossland, 13. und 14. Dezember 2014 |
| ---------------------------------------------------- | ---------------------------------------------------- | ---------------------------------------------------- | ---------------------------------------------------- | ---------------------------------------------------- |
| Datum                                                | Disziplin                                            | Erster Platz                                         | Zweiter Platz                                        | Dritter Platz                                        |
| 13. Dezember 2014                                    | 7,5 km klassisch                                     | Alysson Marshall                                     | Andrea Dupont                                        | Annah Hanthorn                                       |
| 14. Dezember 2014                                    | 10 km klassisch                                      | Alysson Marshall                                     | Annah Hanthorn                                       | Jennie Bender                                        |

| 2. Nor-Am-Cup in Vernon, 19. und 20. Dezember 2014 | 2. Nor-Am-Cup in Vernon, 19. und 20. Dezember 2014 | 2. Nor-Am-Cup in Vernon, 19. und 20. Dezember 2014 | 2. Nor-Am-Cup in Vernon, 19. und 20. Dezember 2014 | 2. Nor-Am-Cup in Vernon, 19. und 20. Dezember 2014 |
| -------------------------------------------------- | -------------------------------------------------- | -------------------------------------------------- | -------------------------------------------------- | -------------------------------------------------- |
| Datum                                              | Disziplin                                          | Erster Platz                                       | Zweiter Platz                                      | Dritter Platz                                      |
| 19. Dezember 2014                                  | Sprint klassisch                                   | Olivia Bouffard-Nesbitt                            | Alysson Marshall                                   | Andrea Dupont                                      |
| 20. Dezember 2014                                  | 15 km Freistil                                     | Dahria Beatty                                      | Brittany Webster                                   | Cendrine Browne                                    |

| 3. Nor-Am-Cup in Duntroon, 8. bis 11. Januar 2015 | 3. Nor-Am-Cup in Duntroon, 8. bis 11. Januar 2015 | 3. Nor-Am-Cup in Duntroon, 8. bis 11. Januar 2015 | 3. Nor-Am-Cup in Duntroon, 8. bis 11. Januar 2015 | 3. Nor-Am-Cup in Duntroon, 8. bis 11. Januar 2015 |
| ------------------------------------------------- | ------------------------------------------------- | ------------------------------------------------- | ------------------------------------------------- | ------------------------------------------------- |
| Datum                                             | Disziplin                                         | Erster Platz                                      | Zweiter Platz                                     | Dritter Platz                                     |
| 8. Januar 2015                                    | 15 km Skiathlon                                   | Emily Nishikawa                                   | Cendrine Browne                                   | Andrea Dupont                                     |
| 10. Januar 2015                                   | Sprint klassisch                                  | Perianne Jones                                    | Andrea Dupont                                     | Cendrine Browne                                   |
| 11. Januar 2015                                   | 10 km Freistil                                    | Emily Nishikawa                                   | Cendrine Browne                                   | Perianne Jones                                    |

| 4. Nor-Am-Cup in Canmore, 15. bis 18. Januar 2015 | 4. Nor-Am-Cup in Canmore, 15. bis 18. Januar 2015 | 4. Nor-Am-Cup in Canmore, 15. bis 18. Januar 2015 | 4. Nor-Am-Cup in Canmore, 15. bis 18. Januar 2015 | 4. Nor-Am-Cup in Canmore, 15. bis 18. Januar 2015 |
| ------------------------------------------------- | ------------------------------------------------- | ------------------------------------------------- | ------------------------------------------------- | ------------------------------------------------- |
| Datum                                             | Disziplin                                         | Erster Platz                                      | Zweiter Platz                                     | Dritter Platz                                     |
| 15. Januar 2015                                   | 10 km klassisch                                   | Emily Nishikawa                                   | Perianne Jones                                    | Dahria Beatty                                     |
| 17. Januar 2015                                   | Sprint Freistil                                   | Andrea Dupont                                     | Heidi Widmer                                      | Olivia Bouffard-Nesbitt                           |
| 18. Januar 2015                                   | 15 km Freistil Mst.                               | Emily Nishikawa                                   | Olivia Bouffard-Nesbitt                           | Dahria Beatty                                     |

| 5. Nor-Am-Cup in Cantley, 30. Januar und 1. Februar 2015 | 5. Nor-Am-Cup in Cantley, 30. Januar und 1. Februar 2015 | 5. Nor-Am-Cup in Cantley, 30. Januar und 1. Februar 2015 | 5. Nor-Am-Cup in Cantley, 30. Januar und 1. Februar 2015 | 5. Nor-Am-Cup in Cantley, 30. Januar und 1. Februar 2015 |
| -------------------------------------------------------- | -------------------------------------------------------- | -------------------------------------------------------- | -------------------------------------------------------- | -------------------------------------------------------- |
| Datum                                                    | Disziplin                                                | Erster Platz                                             | Zweiter Platz                                            | Dritter Platz                                            |
| 30. Januar 2015                                          | Sprint Freistil                                          | Heidi Widmer                                             | Andrea Dupont                                            | Alannah MacLean                                          |
| 31. Januar 2015                                          | 10 km Freistil                                           | Emily Nishikawa                                          | Heidi Widmer                                             | Andrea Dupont                                            |
| 1. Februar 2015                                          | 10 km klassisch Mst.                                     | Emily Nishikawa                                          | Kendra Murray                                            | Brittany Webster                                         |

| 6. Nor-Am-Cup in Thunder Bay, 15.–21. März 2015 | 6. Nor-Am-Cup in Thunder Bay, 15.–21. März 2015 | 6. Nor-Am-Cup in Thunder Bay, 15.–21. März 2015 | 6. Nor-Am-Cup in Thunder Bay, 15.–21. März 2015 | 6. Nor-Am-Cup in Thunder Bay, 15.–21. März 2015 |
| ----------------------------------------------- | ----------------------------------------------- | ----------------------------------------------- | ----------------------------------------------- | ----------------------------------------------- |
| Datum                                           | Disziplin                                       | Erster Platz                                    | Zweiter Platz                                   | Dritter Platz                                   |
| 15. März 2015                                   | 5 km Freistil                                   | Dahria Beatty                                   | Perianne Jones                                  | Andrea Dupont                                   |
| 17. März 2015                                   | 10 km klassisch                                 | Emily Nishikawa                                 | Perianne Jones                                  | Cendrine Browne                                 |
| 18. März 2015                                   | Sprint klassisch                                | Perianne Jones                                  | Alysson Marshall                                | Andrea Dupont                                   |
| 21. März 2015                                   | 30 km Freistil Mst.                             | Cendrine Browne                                 | Emily Nishikawa                                 | Dahria Beatty                                   |

### Gesamtwertung Frauen
| Rang | Name                    | Punkte |
| ---- | ----------------------- | ------ |
| 01   | Emily Nishikawa         | 866    |
| 02   | Andrea Dupont           | 690    |
| 03   | Dahria Beatty           | 615    |
| 04   | Cendrine Browne         | 606    |
| 05   | Alysson Marshall        | 583    |
| 06   | Heidi Widmer            | 563    |
| 07   | Perianne Jones          | 545    |
| 08   | Olivia Bouffard-Nesbitt | 543    |
| 09   | Brittany Webster        | 425    |
| 10   | Annika Hicks            | 409    |

| Rang | Name                | Punkte |
| ---- | ------------------- | ------ |
| 011  | Kendra Murray       | 355    |
| 012. | Alannah MacLean     | 342    |
| 013. | Brandy Stewart      | 278    |
| 014. | Annah Hanthorn      | 235    |
| 015. | Jennifer Jackson    | 166    |
| 016. | Emma Camicioli      | 165    |
| 017. | Sheila Kealey       | 142    |
| 018. | Shelby Dickey       | 138    |
| 018. | Maya MacIsaac-Jones | 138    |
| 020. | Ember Large         | 123    |

| Rang | Name                    | Punkte |
| ---- | ----------------------- | ------ |
| 021. | Ingrid Hagberg          | 118    |
| 022. | Kyla Vanderzwet         | 115    |
| 023. | Kajsa Heyes             | 103    |
| 024. | Ilona Gyapay            | 100    |
| 025. | Marie Corriveau         | 97     |
| 026. | Jennie Bender           | 96     |
| 027. | Sarah Murray            | 91     |
| 028. | Frederique Vezina       | 79     |
| 029. | Katherine Stewart‐Jones | 77     |
| 030. | Andree-Anne Theberge    | 74     |

| Endstand |                         |        |
| \| Rang \| Name \| Punkte \| \| ---- \| ----------------------- \| ------ \| \| 01 \| Andrea Dupont \| 320 \| \| 02 \| Heidi Widmer \| 262 \| \| 03 \| Alysson Marshall \| 250 \| \| 04 \| Olivia Bouffard-Nesbitt \| 245 \| \| 05 \| Perianne Jones \| 200 \| \| 06 \| Alannah MacLean \| 177 \| \| 07 \| Dahria Beatty \| 166 \| \| 08 \| Annika Hicks \| 151 \| \| 09 \| Cendrine Browne \| 130 \| \| 10 \| Kendra Murray \| 128 \| |                         |        |
| Rang | Name                    | Punkte |
| 01 | Andrea Dupont           | 320    |
| 02 | Heidi Widmer            | 262    |
| 03 | Alysson Marshall        | 250    |
| 04 | Olivia Bouffard-Nesbitt | 245    |
| 05 | Perianne Jones          | 200    |
| 06 | Alannah MacLean         | 177    |
| 07 | Dahria Beatty           | 166    |
| 08 | Annika Hicks            | 151    |
| 09 | Cendrine Browne         | 130    |
| 10 | Kendra Murray           | 128    |